# Илија Јаковљевић
Илија Јаковљевић (Мостар, 21. октобар 1898 — Загреб, 28. октобар 1948) био је књижевник, адвокат и новинар. Писао је песме, романе, приповетке и књижевне критике.

## Биографија
Родио се у Мостару, 21. октобра 1898. године, од оца Марка и мајке Кате. Основну школу и гимназију завршио је у Мостару. Дипломирао је на Правном факултету 1926. и докторирао 1929. године у Загребу. Учествовао је у свим већим судским процесима (Храниловић-Солдин, Керестинечки процес, Лички процес, процес монасима манастира Светог Винка).
Између два рата бавио се новинарством и писао књижевне критике. Објављивао је песме и приповијетке. Био члан Друштва хрватских књижевника а председник друштва постао је 1940. године.Уређивао је часопис „Савременик“.Био је хрватски интелектуалац који је симпатисао идеје Хрватске сељачке странке.
Кад је Анте Павелић дошао на власт, предложио је Илији (као еминентном хрватском интелектуалцу), да се придружи усташкој влади. Илија је предлог одбио због чега је касније доспео у логор у Старој Градишки.
У логор је одведен 13. октобра 1941. године, заједно са групом хрватских интелектуалаца и угледних људи (Антун Барац, Јосип Бадалић, Грга Новак, Мирко Дејановић, Мирко Бреиер, Лујо Томашић ...). Из логора је изашао 23. децембра 1942. године.
Због претњи поновним хапшењем од стране усташке власти, 21. септембра 1944. године отишао је у партизане.
Након Другог светског рата поново је отворио адвокатску канцеларију у Загребу. Због својих принципа, нова власт га је због подржавања хришћанске вере убрзо опет послала у затвор у коме је 28. октобра 1948. починио самоубиство. Сахрањен је у Загребу.

## Каријера
Као новинар, критичар и фељтониста, сарађивао је у листовима и часописима „Луч“, „Дом и свет“, „Народна политика“, „Народна слобода“, „Народна стража“, „Еволуција“, Ревија младих, Хрватска одбрана, Хрватска просвета, Омладина, Сељачка младица.
Од септембра 1936. године био главни уредник Хрватског дневника у време када су све новине биле забрањене, до 10. априла 1941. године.
Кратко време био је сарадник у „Веснику“. У том периоду, објавио је књигу „Лирика невремена“ која је говорила о болном логорашком искуству.

## Дела
- „Студије и фељтони“ - Загреб, (1919)
- „Завичај“ (приповетке) - Осијек, (1923)
- „На раскрсници“ (роман) - Загреб, (1926)
- „Херцеговке“ (приповетке) - Загреб, (1927)
- „Отров успомена“ (песме) - Загреб, (1940)
- „У мраку“ (роман) - Загреб, (1945)
- „Лирика невремена“ (песме) - Загреб 1945.; Сарајево (1982. и 1984.)
- „Поноћка“ (представа)
- „Концлогор на Сави“ (мемоарска проза) - Загреб, (1999)
- „Оптерећени“ (необјављени роман) - у заоставштини[11]